# Bildstock (Steinberg)

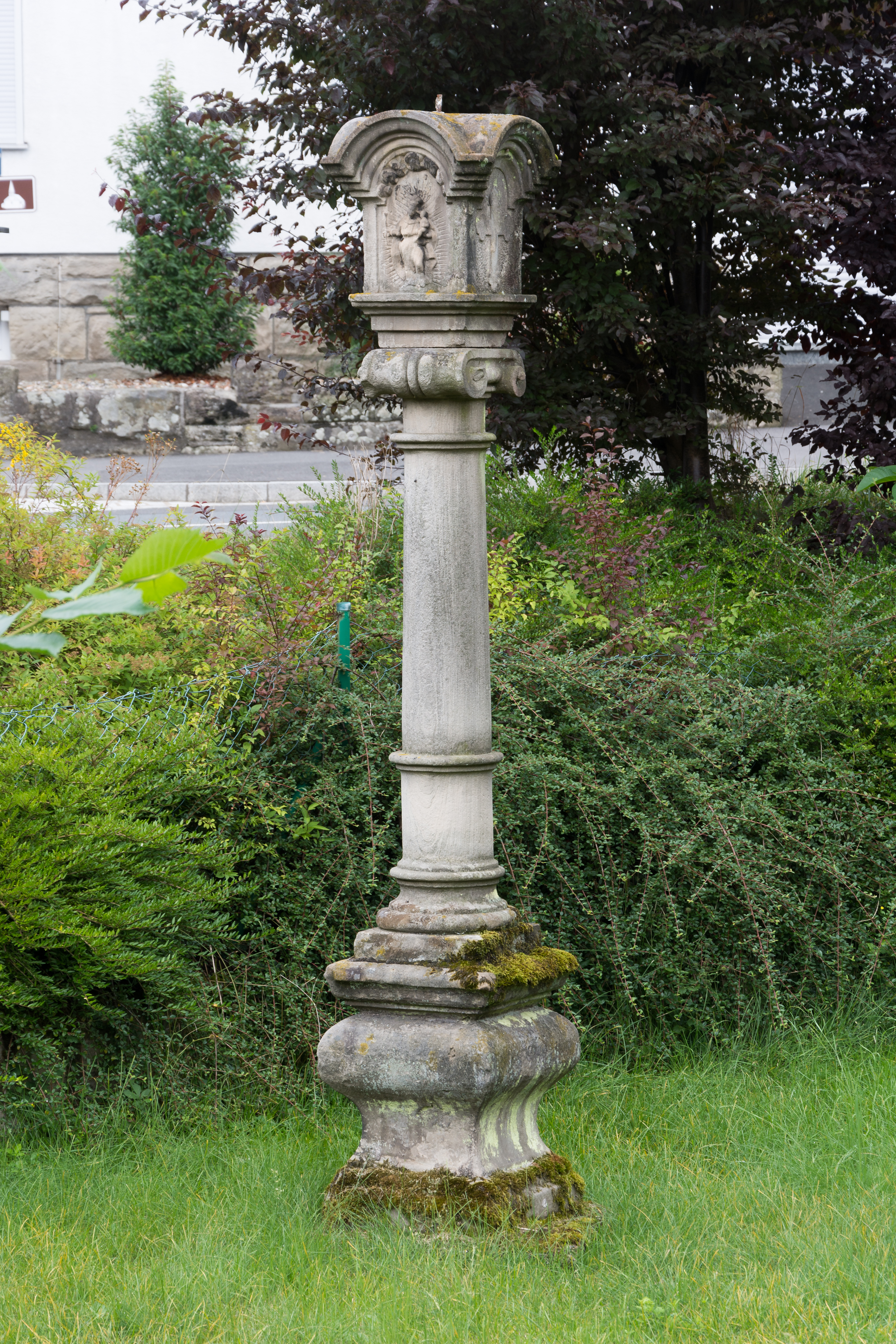
Bildstock auf dem Anwesen Kronacher Straße 20

Der Bildstock auf dem Anwesen Kronacher Straße 20 ist ein als Baudenkmal geschütztes Kleindenkmal in Steinberg, einem Gemeindeteil der im oberfränkischen Landkreis Kronach gelegenen Gemeinde Wilhelmsthal.

## Beschreibung
Der Sockel dieses aus Sandstein gefertigten Bildstocks ist konkav-konvex profiliert. Er trägt eine durch Ringe unterteilte Säule, die am Oberteil mit „1717“ bezeichnet ist. Darüber folgt ein Kapitell, das die Inschrift „H.P.M“ trägt. Der Aufsatz wird von eingezogenen Rund- und Segmentbogen geschlossen, die ehemalige Bekrönung mit Steinkugel und verziertem Doppelbalkenkreuz ist abgegangen. Die vier Seiten zeigen als Reliefs die Krönung Mariens, die Taufe Jesu, ein Kleeblattkreuz und eine stehende Muttergottes mit Kind. Der Bildstock erinnert an einen Bauern, der auf der ehemaligen abschüssigen Zufahrt des Grundstücks mit seinem Gespann verunglückte.